# Plaisance-du-Touch
Plaisance-du-Touch är en kommun i departementet Haute-Garonne i regionen Occitanien i södra Frankrike. Kommunen ligger i kantonen Léguevin som tillhör arrondissementet Toulouse. År 2022 hade Plaisance-du-Touch 20 471 invånare.

## Befolkningsutveckling
Antalet invånare i kommunen Plaisance-du-Touch
Referens:INSEE